# 120 Collins Street
120 Collins Street — небоскрёб, находящийся в городе Мельбурн, Австралия. Высота здания 265 метров (860 футов), 52 этажа и это делает его третьим по высоте зданием Австралии. Небоскрёб строился с 1989 по 1991 год.
Сооружение было разработано архитектурной фирмой «Hassell», в сотрудничестве с Дерилом Джексоном. Структурными инженерами была Connell Wagner & Mechanical, Electrical & Fire Services Engineers и Lincolne Scott.
120 Collins Street построен в постмодернистском стиле. 